# Synsphyronus lineatus
Espèce
Synsphyronus lineatus est une espèce de pseudoscorpions de la famille des Garypidae.

## Distribution
Cette espèce est endémique de Nouvelle-Zélande. Elle se rencontre sur l'île du Sud.

## Description
Les mâles mesurent de 2,7 à 3,6 mm et les femelles de 3,2 à 4,2 mm.

## Publication originale
- Beier, 1966 : Zur Kenntnis der Pseudoscorpioniden-Fauna Neu-Seelands. Pacific Insects, vol. 8, p. 363-379.